# 360° (曲)
「360°」（さんびゃくろくじゅうど）は、日本のシンガーソングライター・miwaの楽曲。17枚目のシングルとして2015年2月25日にSony Music Recordsから発売。

## 収録曲

### 初回限定盤
CD
1. 360° [4:31]
作詞：miwa / 作曲：miwa & NAOKI-T / 編曲：NAOKI-T
映画『ドラえもん のび太の宇宙英雄記』主題歌
2. LOVE LOVE LOVE [3:49]
  - 作詞：吉田美和 / 作曲：中村正人 / 編曲：eji

DREAMS COME TRUEの同名曲のカバー。2014年発売のトリビュート・アルバム『私とドリカム -DREAMS COME TRUE 25th ANNIVERSARY BEST COVERS-』に収録されているバージョン。
3. Delight 〜ライブバージョン〜 (miwa -39 live ARENA tour- "miwanissimo 2014" 横浜アリーナより) [7:05]
4. 360°〜instrumental〜 [4:28]

DVD
| #  | タイトル                       | 作詞 | 作曲・編曲 | 監督 |
| -- | ------------------------------ | ---- | ---------- | ---- |
| 1. | 「360°」(ミュージック・ビデオ) |      |            |      |
| 2. | 「360°」(メイキング)           |      |            |      |

### 期間限定盤
CD
1. 360°〜映画ドラえもん35周年記念スペシャルバージョン〜 [4:31] 
『ドラえもん』の登場人物であるドラえもん（声：水田わさび）、のび太（声：大原めぐみ）、しずか（声：かかずゆみ）、ジャイアン（声：木村昴）、スネ夫（声：関智一）がコーラスで参加しており、上記5人とmiwa考案のオリジナルキャラクター・ワーミー（声：miwa）の台詞や、miwaソロバージョンにはない歌詞（1番サビ前の「1・2・3・4!」や最後の「ド・ラ・え・も・ん!」）などが追加されている。
2. 360° [4:31]
3. 360°〜TVエンディングバージョン〜 [1:15]
4. 360°〜映画ドラえもん35周年記念スペシャルバージョン〜 (オリジナルカラオケ) [4:28]

DVD
| #  | タイトル                           | 作詞 | 作曲・編曲 | 監督 |
| -- | ---------------------------------- | ---- | ---------- | ---- |
| 1. | 「360°」(TVアニメエンディング映像) |      |            |      |
| 2. | 「360°」(振付ガイドビデオ)         |      |            |      |

### 通常盤
CD
1. 360°
2. LOVE LOVE LOVE
3. Delight 〜ライブバージョン〜 (miwa -39 live ARENA tour- "miwanissimo 2014" 横浜アリーナより)
4. 360°〜instrumental〜

## 収録アルバム
- ONENESS (#1)